# Patryk Słowik
Patryk Słowik (ur. 2 maja 1988 w Warszawie) – polski dziennikarz. Od 2021 związany z portalem Wirtualna Polska. W przeszłości pisał dla „Dziennika Gazety Prawnej” oraz Bezprawnika.

## Życiorys
Ukończył studia na Wydziale Prawa i Administracji Uniwersytetu Warszawskiego (magister, 2014), w Instytucie Polityki Społecznej UW (licencjat, 2012) oraz Instytucie Nauk Politycznych UW (licencjat, 2012).
Stwierdził, że pracował w kancelarii Squire Patton Boggs. W 2014 dołączył do „Dziennika Gazety Prawnej”. W 2016 otrzymał nagrodę Grand Press za tekst pt. „Prawdziwie wrogie przejęcie”. W tym samym roku został nagrodzony przez Urząd Patentowy RP za twórczość dziennikarską, która służy rozwojowi własności intelektualnej w Polsce. W 2017 nakładem wydawnictwa Arbitror opublikował książkę „Reprywatyzacja warszawska: byli urzędnicy przerywają milczenie” (ISBN 978-83-948-3312-1), będącą wywiadem-rzeką z Marcinem Bajko i Jerzym Mrygoniem opowiadającym o kulisach warszawskiej reprywatyzacji i związanymi z nią nieprawidłowościami.
W 2017 Słowik był nominowany do dwóch nagród Grand Press, w kategoriach „news” i „dziennikarstwo specjalistyczne”. Otrzymał nagrodę w kategorii „dziennikarstwo specjalistyczne” za cykl artykułów o tzw. mafii lekowej. W marcu 2018 minister sprawiedliwości Zbigniew Ziobro potwierdził informacje zawarte w publikacjach i zapowiedział zmianę ustawy Prawo farmaceutyczne w celu walki ze zorganizowanymi grupami przestępczymi wywożącymi nielegalnie leki z Polski. W 2017 dziennikarz otrzymał Nagrodę im. Władysława Grabskiego, ufundowaną przez Narodowy Bank Polski, w konkursie dla najlepszych dziennikarzy ekonomicznych.
Od maja 2021 publikuje artykuły w Wirtualnej Polsce. W 2023 był współautorem artykułu o nadużyciach, których miał dopuścić się jeden z opolskich syndyków sądowych. W grudniu 2023 za ten tekst został nominowany (wraz z Pawłem Figurskim i Mateuszem Ratajczakiem) do nagrody Grand Press w kategorii „dziennikarstwo specjalistyczne i nowe formy dziennikarstwa”.

## Twórczość
- Reprywatyzacja warszawska. Byli urzędnicy przerywają milczenie, Warszawa: Arbitror, 2017, ISBN 978-83-948-3312-1.